# Autunno, cadono le pagine gialle/Datemi del sugo
Autunno, cadono le pagine gialle/Datemi del sugo è il primo 45 giri di Marinella del 1979 pubblicato per la Ariston Records – AR/00847.
Il lato A del disco partecipa al Festival di Sanremo 1979 non arrivando in finale ma avendo un buon successo radiofonico.

## Tracce
Lato A
1. Autunno, cadono le pagine gialle

Lato B
1. Datemi del sugo